# Rio da Sesmaria
Rio da Sesmaria (portugisiska: Rio Sesmarias) är ett vattendrag i Brasilien.   Det ligger i delstaten Rio de Janeiro, i den sydöstra delen av landet, 800 km sydost om huvudstaden Brasília.
Omgivningarna runt Rio da Sesmaria är huvudsakligen savann. Runt Rio da Sesmaria är det ganska tätbefolkat, med 166 invånare per kvadratkilometer.